# Cinigiano
Cinigiano is een gemeente in de Italiaanse provincie Grosseto (regio Toscane) en telt 2624 inwoners (31-12-2004). De oppervlakte bedraagt 161,4 km², de bevolkingsdichtheid is 16 inwoners per km².
De volgende frazioni maken deel uit van de gemeente: Borgo Santa Rita, Castiglioncello Bandini, Monticello Amiata, Poggi del Sasso, Porrona, Sasso d'Ombrone.

## Demografie
Cinigiano telt ongeveer 1155 huishoudens. Het aantal inwoners daalde in de periode 1991-2001 met 10,6% volgens cijfers uit de tienjaarlijkse volkstellingen van ISTAT.
| Jaar | Inwoneraantal |
| ---- | ------------- |
| 1991 | 3013          |
| 2001 | 2695          |

## Geografie
De gemeente ligt op ongeveer 324 meter boven zeeniveau.
Cinigiano grenst aan de volgende gemeenten: Arcidosso, Campagnatico, Castel del Piano, Civitella Paganico, Montalcino (SI).